# Аврамије Ростовски
Аврамије Ростовски је православни руски светитељ из 10. века. Крштено име било му је Аверкије. Живео је у Ростову.
Стара житија преподобног Аврамија и предање Валаамског манастира које се на њима заснива, помиње долазак преподобног Аврамија у Валаамски манастир. У Валаамском манастиру он је примио свето крштење и био пострижен у монашки чин. Касније је утврдио православље на југу Русије, основавши у Ростову манастир посвећен светом апостолу Јовану Богослову. Најстарији препис службе преподобном Аврамију потиче из 12. века.
Православна црква га помиње 29. октобра и 23. маја по јулијанском календару.